# Charlotte Independence
Il Charlotte Independence è una società calcistica professionistica statunitense con sede a Charlotte, nella Carolina del Nord, che disputa le proprie partite interne presso l'American Legion Memorial Stadium.
Attualmente partecipa alla USL League One, terzo livello del calcio americano.

## Storia
Il Charlotte Independence fu fondato nel 2014. Il club acquistò i diritti per partecipare all'allora terza lega statunitense, la USL Pro, a partire dalla stagione successiva, prendendo così il posto dei Charlotte Eagles, trasferitisi invece tra i dilettanti della United Soccer Leagues Premier Development League. Il club prende il nome dalla dichiarazione d'indipendenza di Mecklenburg, presunto precursore della dichiarazione d'indipendenza americana.
La squadra disputò il primo incontro ufficiale della sua storia il 28 marzo 2015 in una sconfitta per 3-2 contro il Charleston Battery.
A seguito di diverse stagioni trascorse in seconda divisione, il 2 dicembre 2021 il club annunciò l'auto-retrocessione dalla USL Championship alla USL League One, campionato di terzo livello.

## Simboli

### Stemma
Sullo stemma del club compare il numero 1775, anno nel quale sarebbe stata firmata la dichiarazione d'indipendenza di Mecklenburg e, sul dorso di un cavallo, il capitano James Jack, colui che avrebbe trasportato il documento a Filadelfia. In suo onore, il soprannome della squadra è The Jacks.

## Stadio
Il 25 febbraio 2015 il club annunciò di avere in programma di disputare la maggior parte degli incontri casalinghi previsti nella stagione successiva presso uno stadio temporaneo assemblato per l'occasione. Dopo aver diviso e proprie prime cinque partite in casa tra gli stadi presenti nei campus di due università locali, lo Charlotte Independence ha finalmente disputato il primo incontro nel nuovo impianto il 20 giugno 2015 battendo per 2-1 il Charleston Battery.
Il 1º febbraio 2017, la società annunciò di spostare, a partire dalla seguente stagione agonistica, le gare casalinghe presso lo stadio di calcio da 2.300 posti a sedere presente presso lo Sportsplex at Matthews, nel comune di Matthews.
Nel 2016 il club iniziò a lavorare con la Contea di Mecklenburg per la ristrutturazione dell'American Legion Memorial Stadium. In seguito all'ok dell'amministrazione sull'avvio dei lavori, per un investimento totale di 32 milioni di dollari, il club ha firmato un accordo della durata di 10 anni per utilizzare l'impianto a partire dalla stagione 2021.

## Organico

### Rosa 2020
| N. |                           | Ruolo | Calciatore                |
| -- | ------------------------- | ----- | ------------------------- |
|    | Stati Uniti (bandiera)    | P     | Brandon Miller            |
|    | Stati Uniti (bandiera)    | P     | Austin Pack               |
|    | Stati Uniti (bandiera)    | D     | Clay Dimick               |
|    | Stati Uniti (bandiera)    | D     | Owen Barber               |
|    | Stati Uniti (bandiera)    | D     | Hugh Roberts              |
|    | Stati Uniti (bandiera)    | D     | Duke Lacroix              |
|    | Stati Uniti (bandiera)    | D     | Joel Johnson              |
|    | Stati Uniti (bandiera)    | C     | Casey Penland             |
|    | Stati Uniti (bandiera)    | C     | Joey Skinner              |
|    | Rep. del Congo (bandiera) | C     | Brunallergene Junior Etou |

| N. |                              | Ruolo | Calciatore       |
| -- | ---------------------------- | ----- | ---------------- |
|    | Trinidad e Tobago (bandiera) | C     | Kevan George     |
|    | Nuova Zelanda (bandiera)     | C     | Oscar Ramsay     |
|    | Stati Uniti (bandiera)       | C     | Jake Areman      |
| 19 | Uruguay (bandiera)           | C     | Enzo Martínez    |
|    | Stati Uniti (bandiera)       | C     | Rey Ortiz        |
|    | Stati Uniti (bandiera)       | C     | Valentin Sabella |
|    | Argentina (bandiera)         | A     | Guido Vadalà     |
|    | Giamaica (bandiera)          | A     | Dane Kelly       |
|    | Stati Uniti (bandiera)       | A     | Derek Gebhard    |
|    | Austria (bandiera)           | D     | Christian Fuchs  |

### Rosa 2019
| N. |                              | Ruolo | Calciatore        |
| -- | ---------------------------- | ----- | ----------------- |
| 2  | Stati Uniti (bandiera)       | D     | Brendan McDonough |
| 3  | Stati Uniti (bandiera)       | D     | Hugh Roberts      |
| 4  | Stati Uniti (bandiera)       | C     | Jake Areman       |
| 5  | Francia (bandiera)           | D     | Steven Thicot     |
| 7  | Ghana (bandiera)             | A     | Dominic Oduro     |
| 8  | Stati Uniti (bandiera)       | C     | Isaac Angking     |
| 9  | Stati Uniti (bandiera)       | A     | Niki Jackson      |
| 10 | Colombia (bandiera)          | A     | Jorge Herrera     |
| 11 | Stati Uniti (bandiera)       | C     | Valentin Sabella  |
| 13 | Trinidad e Tobago (bandiera) | C     | Kevan George      |
| 15 | Messico (bandiera)           | C     | Ricardo Bocanegra |
| 16 | Rep. del Congo (bandiera)    | A     | Cabwey Kivutuka   |
| 17 | Stati Uniti (bandiera)       | D     | Clay Dimick       |
| 18 | Trinidad e Tobago (bandiera) | D     | Aaron Maund       |

| N. |                        | Ruolo | Calciatore        |
| -- | ---------------------- | ----- | ----------------- |
| 19 | Uruguay (bandiera)     | C     | Enzo Martínez     |
| 21 | Stati Uniti (bandiera) | C     | Zyen Jones        |
| 22 | Stati Uniti (bandiera) | D     | Joel Johnson      |
| 23 | Uruguay (bandiera)     | C     | Alex Martínez     |
| 24 | Stati Uniti (bandiera) | D     | Chad Poarch       |
| 25 | Scozia (bandiera)      | C     | Mark Hill         |
| 29 | Gambia (bandiera)      | D     | Abdoulie Mansally |
| 32 | Stati Uniti (bandiera) | C     | Ryan Baer         |
| 33 | Stati Uniti (bandiera) | P     | Brandon Miller    |
| 34 | Stati Uniti (bandiera) | D     | Owen Barber       |
| 47 | Camerun (bandiera)     | D     | Hassan Ndam       |
| 50 | Stati Uniti (bandiera) | P     | Lucas Hatsios     |
| 66 | Stati Uniti (bandiera) | P     | Brandon Barnes    |